# وسلین جوهو
وسلین جوهو (انگلیسی: Veselin Đuho؛ زادهٔ ۵ ژانویهٔ ۱۹۶۰) بازیکن واترپلو اهل یوگسلاوی بود.